# Luke Benward
Luke Aaron Benward (Franklin, Tennessee; 12 de mayo de 1995) es un actor y cantante estadounidense, más conocido por su papel protagonista como Will Cloud en la película Cloud 9.

## Carrera

### Primeros años
La carrera actoral de Benward comenzó cuando consiguió el papel de David Moore en la película de 2002, We Were Soldiers. Su éxito creció en 2006 cuando interpretó a Billy Forrester en la película How to Eat Fried Worms, por la que ganó un Young Artist Award en la categoría de "Mejor Reparto Joven en una Película".

### 2008, película original disney channel Minutemen
En 2008 interpretó a Charlie Tuttle en la película de Disney Channel Minutemen. En el año 2010, con 14 años, interpretó al personaje de Alan en Dear John, y al niño que ayuda a la niña abusada en el vídeo musical "Concrete Angel" de Martina McBride.
El primer álbum de Benward, Let Your Love Out, fue lanzado el 5 de enero de 2009 y contenía cinco canciones. También estuvo de gira con el grupo cristiano iShine LIVE por un corto tiempo, donde iba a cantar sus canciones en concierto. El sello discográfico que firmó con él se llama In Crowd Productions, cuyos artistas incluyen a Hilary Duff, India.Arie, los Backstreet Boys, Mat Kearney, Death Cab for Cutie, y los Jonas Brothers.
También ha estado en varios comerciales, incluyendo Nintendo, McDonald's, Willy Wonka, American Express, y Hamburger Helper.
También interpretó el papel de "Nicky" en Mostly Ghostly: Who Let the Ghosts Out? e interpretó a Stevie Dewberry en la película Because of Winn-Dixie.
También participó en la película de Disney Channel, Girl vs. Monster como Ryan Dean, el interés amoroso de Skylar Lewis (Olivia Holt). Benward también tuvo un papel recurrente como Matthew Pearson, el exnovio de Emily Hobbs (Ryan Newman) en See Dad Run. Aparece como Beau, el interés amoroso de Teddy, en seis capítulos seguidos de ¡Buena suerte, Charlie!, reuniéndose con su compañero de Minutemen, Jason Dolley. También interpreta a Dillon, uno de los protagonistas, en la serie de ABC Family Ravenswood.
En 2014  es protagonista de la película de Disney Channel Cloud 9 junto a Dove Cameron, la protagonista de la serie Liv y Maddie.
En 2016 apareció en el vídeo de The girl and the dreamcatcher Make You stay.

## Vida personal
Luke Aaron Benward nació en Franklin, Tennessee,  y es hijo de Kenda Benward y Aaron Benward. Su padre está en el dúo de música country, Blue Country, y su madre es a tiempo parcial una actriz, modelo y maestra de actuación. Su abuelo, Jeoffrey Benward, es un artista cristiano contemporáneo.

## Filmografía

### Películas
| Año  | Título                                  | Personaje                 | Notas                         |
| ---- | --------------------------------------- | ------------------------- | ----------------------------- |
| 2002 | We Were Soldiers                        | David Moore               |                               |
| 2005 | Because of Winn-Dixie                   | Steven "Stevie" Dewberry  |                               |
| 2006 | How to Eat Fried Worms                  | William "Billy" Forrester |                               |
| 2008 | Minutemen                               | Charles "Charlie" Tuttle  | Disney Channel Original Movie |
| 2008 | Una joya de perro                       | Owen                      | Directo a DVD                 |
| 2008 | Mostly Ghostly: Who Let the Ghosts Out? | Nicholas "Nicky" Roland   |                               |
| 2010 | Dear John                               | Alan                      |                               |
| 2012 | Girl vs. Monster                        | Ryan Dean                 | Disney Channel Original Movie |
| 2013 | 16 South                                | Daniel Champion           |                               |
| 2013 | Field of Lost Shoes                     |                           |                               |
| 2014 | Cloud 9                                 | Will Cloud                | Disney Channel Original Movie |
| 2018 | El alma de la fiesta                    | Jack                      |                               |
| 2018 | Dumplin'                                | Bo                        |                               |
| 2023 | Playing God                             | Micah                     |                               |

### Televisión
| Año       | Título                   | Personaje        | Notas                                                                                   |
| --------- | ------------------------ | ---------------- | --------------------------------------------------------------------------------------- |
| 2002      | Family Affair            | Jody Davis       | "Piloto: Parte 1" (Temporada 1, episodio 1) "Piloto: Parte 2" (Temporada 1, episodio 2) |
| 2011      | Zombies and Cheerleaders | Zed Necrodopolis | "Piloto"                                                                                |
| 2012—2013 | See Dad Run              | Matthew Pearson  | Papel recurrente; 4 episodios, serie de TV Nickelodeon                                  |
| 2013      | ¡Buena Suerte, Charlie!  | Beau             | Papel recurrente, 6 episodios, serie de TV Disney Channel                               |
| 2013—2014 | Ravenswood               | Dillon           | Personaje secundario, serie de TV ABC Family                                            |
| 2015      | CSI                      | Axel Vargas      | Personaje de Reparto (Episodio 15x17)                                                   |
| 2016      | Girl Meets World         | Thor             | Personaje recurrente (Tercera temporada)                                                |

## Discografía

### EP
| Título            | Detalles del álbum                                                                            |
| ----------------- | --------------------------------------------------------------------------------------------- |
| Let Your Love Out | - Lanzamiento: 5 de enero de 2009 - Formatos: Descarga digital - Discográfica: iShine Records |

### Sencillos promocionales
| «Everyday Hero»                                                                  | 2010 | — | — | Let Your Love Out                 |
| «Had Me @ Hello»                                                                 | 2012 | — | 3 | Make Your Mark: Ultimate Playlist |
| "—" indica que no se posicionó en las listas o no fue lanzado en ese territorio. |      |   |   |                                   |

### Videos musicales
| Título           | Año  | Álbum                             |
| ---------------- | ---- | --------------------------------- |
| «Everyday Hero»  | 2009 | Let Your Love Out                 |
| «Had Me @ Hello» | 2012 | Make Your Mark: Ultimate Playlist |